# Ophiomyia apta
Ophiomyia apta este o specie de muște din genul Ophiomyia, familia Agromyzidae, descrisă de Spencer în anul 1981.
Este endemică în California. Conform Catalogue of Life specia Ophiomyia apta nu are subspecii cunoscute.